# Uromyces geranii
Uromyces geranii är en svampart som beskrevs av Speg. 1887. Uromyces geranii ingår i släktet Uromyces och familjen Pucciniaceae.   Inga underarter finns listade i Catalogue of Life.